# Theodor Bergmann
 (octobre 2021).
Pour les articles homonymes, voir Bergmann.

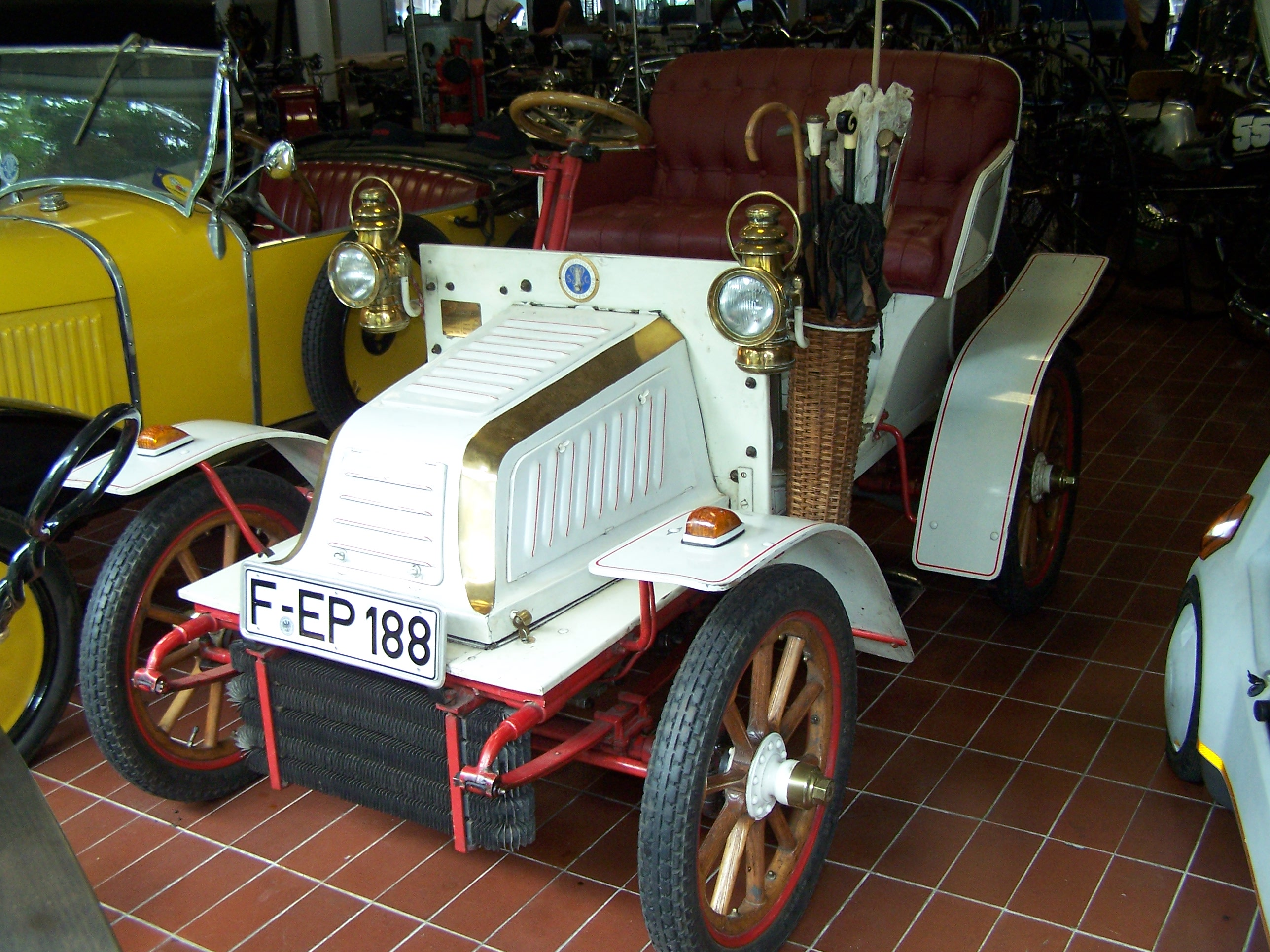
Bergmann-Wagen 1901.

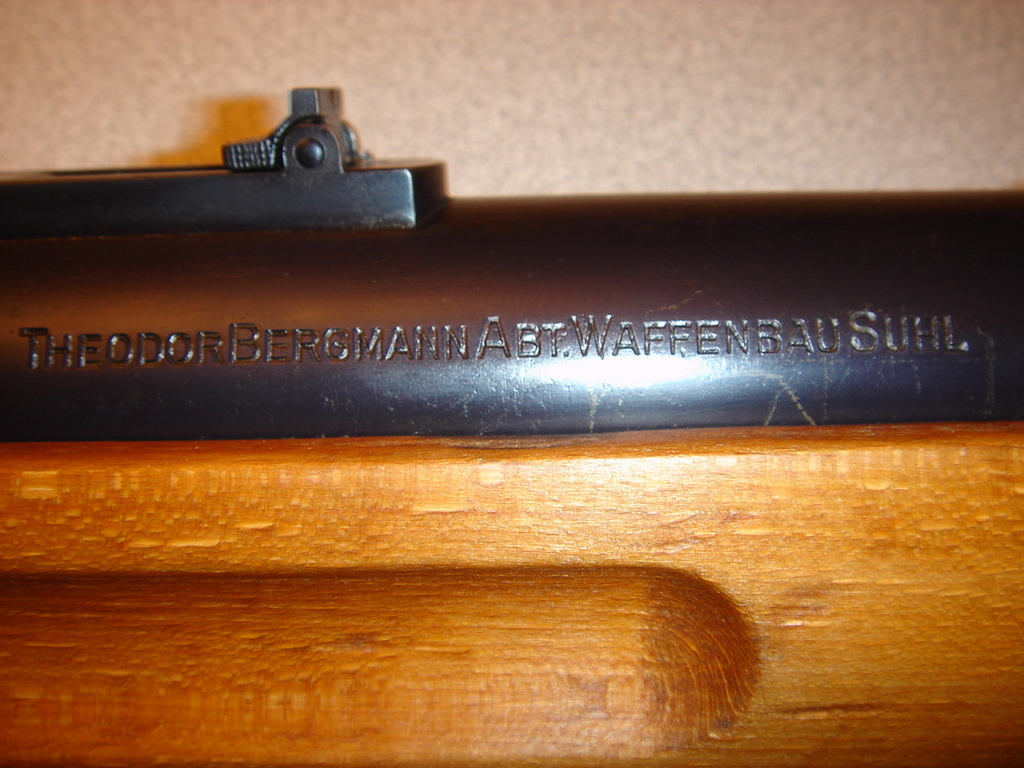
Theodore Bergmann.

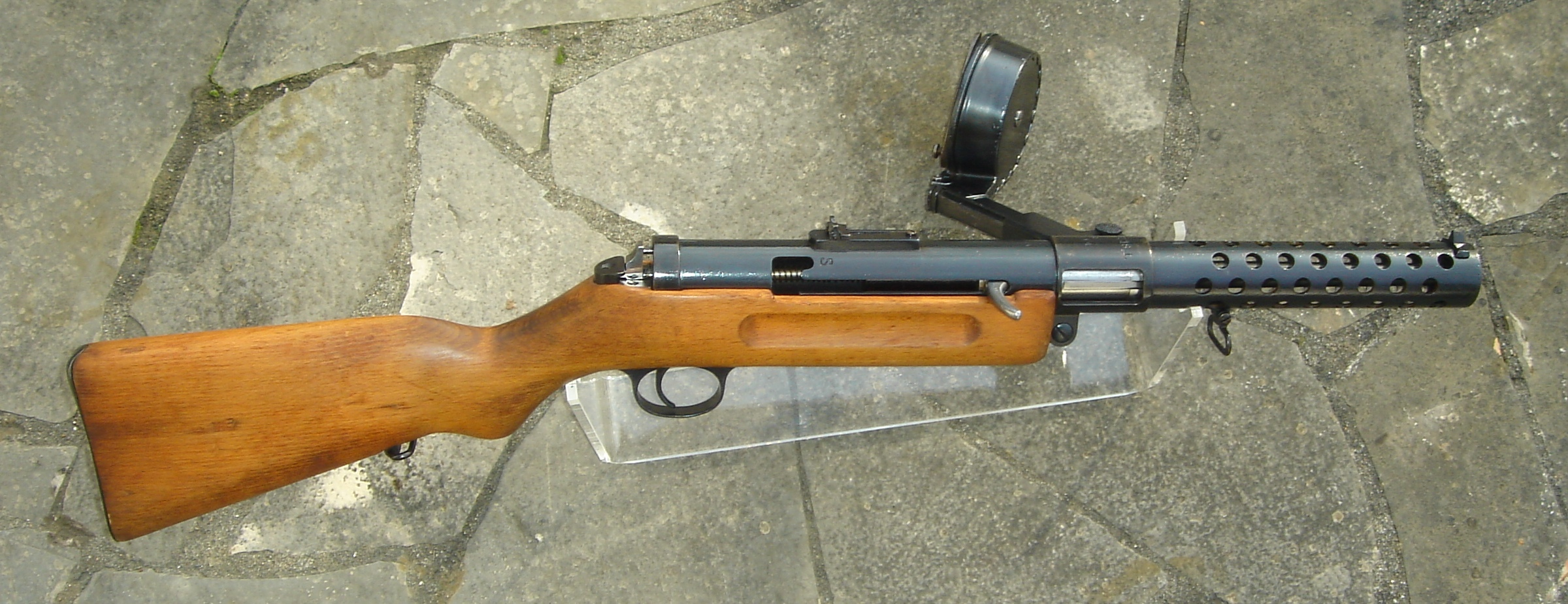
Bergmann MP 18.1.

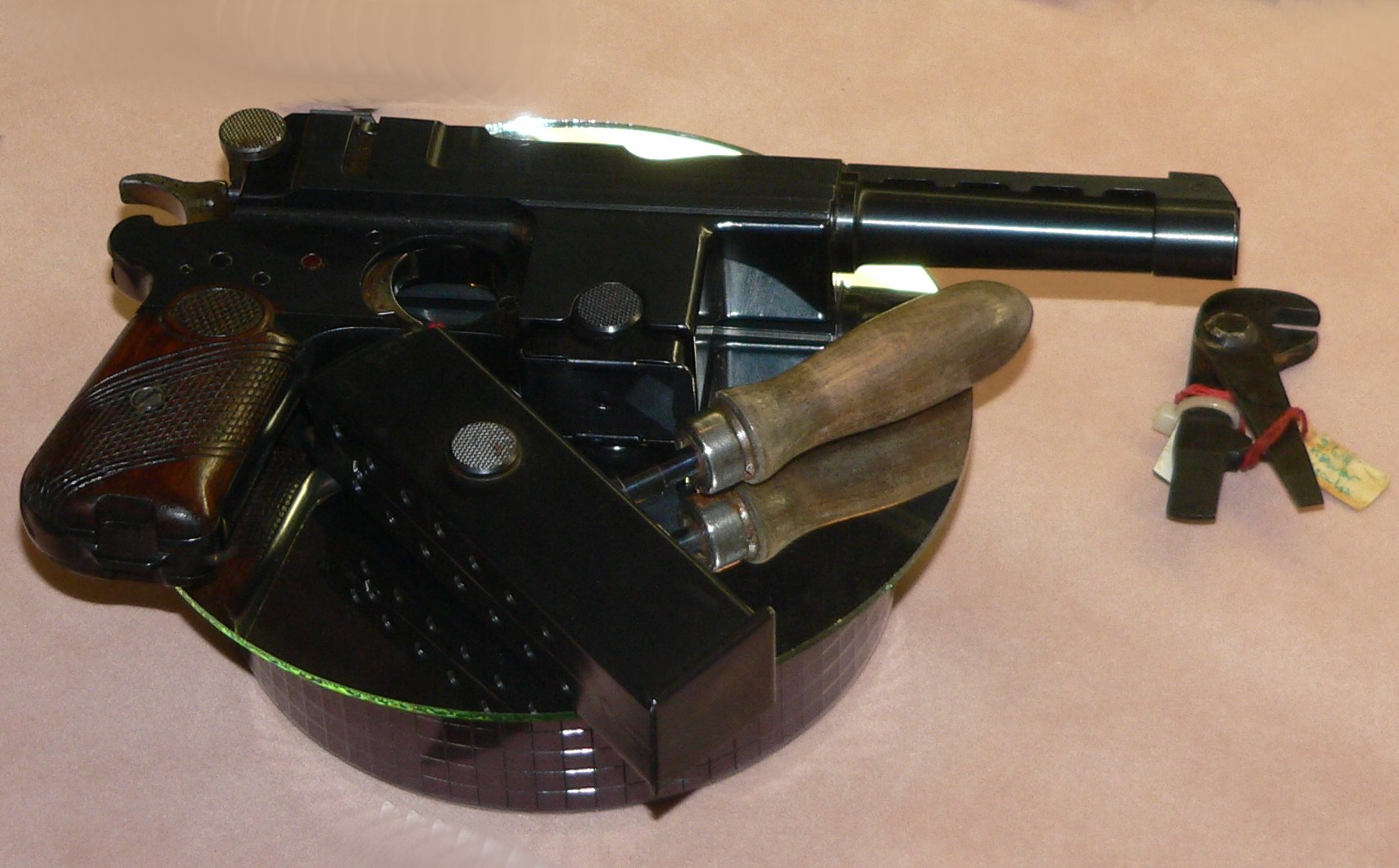
Bergmann 1910/21.

Theodor Bergmann (21 mai 1850 à Sailauf - 23 mars 1931 à Gaggenau) est un entrepreneur allemand qui comme beaucoup d'industriels européens à cette époque s'investissent dans l'industrie automobile naissante et fabriquent aussi des bicyclettes.
Bergmann est aussi un fabricant d'armes très prolifique dont les inventions ont été adoptées ou copiées par de nombreux pays et qui a mis au point de nombreux pistolets automatiques fabriqués par lui-même ou par les entreprises à qui il concéda une licence : Bergmann Bayard, Bergmann Pieper.
Il mit également au point ses propres cartouches de calibres 7,63 mm et en particulier en 9 mm, la plus célèbre étant la 9 mm Bergmann connue ensuite sous les noms de 9 mm Bergmann Bayard et 9 mm Largo après son adoption par l'armée espagnole.
Pendant des décennies, il proposa un nouveau modèle chaque année
- Bergmann 1893
- Bergmann 1894
- Bergmann 1895
- Bergmann 1896
- Bergmann 1897 (connu aussi comme Bergmann Pieper)
- Bergmann 1898
- Bergmann 1899
- Bergmann 1901 (connu aussi comme Bergmann Simplex)
- Bergmann 1905
- Bergmann 1908 (connu aussi comme Bergmann Bayard 1908)
- Bergmann 1910 (connu aussi comme Bergmann Bayard 1910)
- Bergmann « Mars »
- Bergmann 1910/21 (connu aussi comme Bergmann Bayard 1910/21)

La guerre étant devenue statique, les lignes de front sont figées et les assauts brefs et violents se concentrent sur la nécessité de prendre les tranchées adverses.
Les barrages d'artillerie étant levés au moment de l'attaque et les mitrailleuses trop lourdes pour suivre les troupes en mouvement et les couvrir, la nécessité d'une nouvelle arme s'impose.
Les Français conçoivent le CSRG 1915 dit Chauchat qui fut fabriqué à 250 000 exemplaires et mettent au point de nouveaux fusils automatiques et semi-automatiques.
Dès 1916, Bergmann a vu son fusil mitrailleur MG 15 nA adopté pour un usage terrestre. Cette arme est dérivée de la mitrailleuse légère MG 15 adoptée l'année précédente. Elles sont basées sur un brevet déposé par Bergmann en 1901, une mitrailleuse légère ayant été présentée en 1910 sans retenir l'attention de l'état major allemand. Elle incorporait pour la première fois l'usage d'aluminium afin d'en faciliter la portabilité. Néanmoins, l'état major a toujours favorisé la Maxim 08/15 au détriment de toute autre conception.
Pour le combat dans les tranchées, les Allemands définissent les caractéristiques d'une arme dont la portée utile serait de 200 m, la capacité du magasin la plus élevée possible, l'encombrement le plus réduit possible et qui puisse être servie par un homme seul.
Il est vraisemblable que le Villar Perosa de 1915 ait inspiré Bergmann par son système de fonctionnement sans verrouillage, à culasse non calée bien que Bergmann eut construit des pistolets fonctionnant à culasse non calée dès 1893.
Le premier vrai pistolet mitrailleur utilisé au combat fut le Maschinenpistole 18 fabriqué par Bergmann Waffenbau Abteilung en 1918.

## Sources francophones
- Yves Louis Cadiou, Grands noms de l'armurerie, Editions du Portail, 1999.
- Pistolet de poche Pieper Bayard 1908 expliqué - ebook par Gérard Henrotin (Editions H&L - HLebooks.com 2011)